# Butheoloides savanicola
Espèce
Butheoloides savanicola est une espèce de scorpions de la famille des Buthidae.

## Distribution
Cette espèce est endémique du Nord du Cameroun. Elle se rencontre vers Ngong.

## Description
La femelle holotype mesure 17,6 mm.

## Étymologie
Son nom d'espèce lui a été donné en référence au lieu de sa découverte, la savane.

## Publication originale
- Lourenço, 2013 : « The remarkable peri-Saharan distribution of the genus Butheoloides Hirst (Scorpiones, Buthidae), with the description of a new species from Cameroon. » Comptes Rendus Biologies, vol. 336, no 10, p. 515–520.